# Vombsjön
Vombsjön (ook wel: Våmbsjön genoemd) is een meer in het Zuid Zweedse landschap Skåne, ongeveer twintig kilometer ten oosten van de stad Lund. Het meer maakt deel uit van de gemeenten Sjöbo, Eslöv en Lund.
Het meer heeft een oppervlakte van 12 km² en ligt 20 meter boven de zeespiegel de maximale diepte van het meer is 16 meter. Het meer is bekend vanwege zijn goede waterkwaliteit en de grote aantallen baarzen in het meer.

## Trivia
- Het meer wordt beschreven in het tweede hoofdstuk van het boek Nils Holgersson's wonderbare reis.